# Мартиненко Петро Федорович
Петро Федорович Марти́ненко (*26 січня 1936, Осівці, Київська область (сьогодні Житомирська область) — †14 липня 2013, Київ) — український правознавець, кандидат юридичних наук (1965), професор КНУ імені Тараса Шевченка (1993), декан юридичного факультету Міжнародного Соломонового університету, професор Дипломатичної академії при МЗС України і Національного університету «Києво-Могилянська академія».
У 1996–2001 — суддя Конституційного суду України. Член Конституційної Асамблеї (з травня 2012). Член Європейської комісії проти расизму і нетолерантності (ECRI) Ради Європи. Заслужений юрист України. Автор та співавтор понад 200 наукових праць, серед яких монографії, підручники, навчальні посібники з питань конституційного права, міжнародного публічного права, порівняльного правознавства.
Брав участь у розробці низки ключових національних законопроєктів, зокрема Закону «Про мови в Українській РСР», Декларації про державний суверенітет України, Конституції України, Закону про Конституційний Суд України. За участі професора Мартиненка розроблено Європейську конвенцію з питань громадянства в Раді Європи (1997) та Європейську Хартію регіональних та міноритарних мов.

## Біографія
Петро Мартиненко народився 26 січня 1936 року в селі Осівці Брусилівського району Київської області (сьогодні Житомирська область) у багатодітній селянській родині. Дитинство припало на роки війни та голоду 1946-47 рр. Початкову освіту здобував у рідному селі, середню — у Брусилові, де закінчив школу зі срібною медаллю. По закінченні школи намагався вступити на факультет журналістики Львівського університету, та зазнав невдачі.
Свою трудову діяльність Петро Мартиненко розпочав 1954 року у місті Нижній Тагіл (Росія), працюючи помічником тракториста будівельного тресту. У 1955 році був призваний до лав Радянської армії, обов'язкову строкову службу проходив на Чорноморському флоті (Керченська військово-морська база). По закінченню служби, у 1958 році, за направленням політуправління флоту вступив до Саратовського юридичного інституту імені Дмитра Курського де навчався до 1962 року. У процесі навчання захопився міжнародним правом. Його перша наукова робота — «Правове становище Західного Берліна» — виборола третє місце на всесоюзному конкурсі серед студентів юридичних вузів . По закінченню навчання за порадою свого вчителя, професора Фарбера, лишається працювати викладачем кафедри державного і міжнародного права Саратовського юридичного інституту.
У 1963 році Мартиненко повернувся в Україну, до Києва, де став аспірантом кафедри міжнародного права та іноземного законодавства Київського університету. У 1965 році під керівництвом професора Лукашука захистив кандидатську дисертацію на тему «Конституція ЧССР 1960 року — новий етап в розвитку Чехословаччини (деякі питання теорії і практики)» . Згодом, у 1965–1971 рр. — викладач, старший викладач, доцент кафедри міжнародного права та іноземного законодавства Київського університету імені Тараса Шевченка.
У 1971–1976 рр. Петро Мартиненко — доцент факультету економіки і права Національного університету Центральноафриканської Республіки (місто Бангі). У цей час активно вивчав французьке право. Здобутий досвід став у нагоді в подальшій роботі у Київському університеті, куди Мартиненко повернувся 1976 року. Згодом працював доцентом, професором факультету міжнародних відносин і міжнародного права Київського університету (тепер Інститут міжнародних відносин Київського національного університету ім. Тараса Шевченка). З 1990 року — заступник директора Інституту міжнародних відносин. У 1992–1996 рр. — завідувач кафедри порівняльного правознавства Київського університету.
Водночас, без відриву від викладацької діяльності, у 1989–1996 рр. професор Мартиненко — головний науковий консультант Секретаріату Верховної Ради України, заступник представника України у Венеційській комісії Ради Європи, співробітник Українсько-європейського консультативного центру з питань законодавства, член Державної міжвідомчої комісії з питань вступу України до Ради Європи. У цей час брав активну участь у створенні та розробці цілої низки засадничих для незалежної України документів, зокрема Закону «Про мови в Українській РСР», «Декларації про державний суверенітет України», «Концепції Договору про Співдружність Держав», «Концепції нової Конституції України», проєкту Конституції України, Закону «Про Конституційний Суд України» та ін. Як експерт МЗС України працював над проєктами Європейської Конвенції з питань громадянства та Європейської Хартії регіональних та міноритарних мов, що розроблялись у Раді Європи.
У вересні 1996 року Указом Президента України Петро Мартиненко призначений суддею Конституційного Суду України. Припинив повноваження 17 лютого 2001 року у зв'язку з досягненням пенсійного віку. Після відставки повернувся до викладацької діяльності — обіймав посаду декана, завідувача кафедри публічного права юридичного факультету Міжнародного Соломонова Університету, за сумісництвом — посаду професора кафедри зовнішньої політики і дипломатії Дипломатичної академії України, професора Вищої школи бізнесу в Даброві Горнічей (Польща). Як незалежний експерт Регламентного комітету і Венеційської комісії Ради Європи брав участь у розробці проєкту резолюції стосовно імунітету членів Парламентської Асамблеї (Бухарест, 2003 рік) і в обговоренні шляхів імплементації рішень Європейського суду з прав людини в діяльність конституційної юрисдикції держав-членів (Мадрид, 2004 рік). З 2004 року також працював у складі Європейської Комісії проти расизму і нетолерантності (ECRI) Ради Європи, був доповідачем по Люксембургу, Італії. З травня 2012 року — член Конституційної Асамблеї.
Як дипломований адвокат консультував юридичну фірму «Російсько-Українська Юридична Група» (RULG, Вашингтон). Володів англійською, французькою, чеською, російською мовами. Захоплювався спортом, інформатикою, історією України, пригодницькою літературою.
Помер 14 липня 2013 року внаслідок різкого погіршення стану здоров'я. Похований на батьківщині, у селі Осівці Житомирської області.

## Наукова діяльність
Петро Мартиненко — один із перших представників відомої Саратовської школи конституційного права  зі спеціалізацією в ділянці зовнішніх зносин. Підготував 19 кандидатів наук з конституційного і міжнародного права, політології. Автор понад 200 наукових і науково-методичних праць з питань конституційного, міжнародного, адміністративного права, соціології міжнародних відносин, 22 з яких були опубліковані за кордоном. Монографія «Федералізм і зовнішні зносини в конституційному праві США» дістало високу оцінку іноземних фахівців.
Основною педагогічною спеціалізацією професора Мартиненка було викладання іноземного, порівняльного конституційного права і порівняльних правничих систем світу. Розробив і читав низку авторських курсів і спецкурсів відповідного профілю. Виступав з лекціями в університетах ЦАР, Марокко, Канади, Франції, Люксембургу, Іспанії, Польщі, Росії. Член редколегії журналів «Українське право», «Вісник Конституційного Суду України».

### Внесок у порівняльне правознавство
Уся наукова діяльність професора Петра Мартиненка була спрямована на порівняльне пізнання національного та міжнародного права. Він зробив визначний внесок у теорію порівняльного правознавства та його утвердження в Україні як наукової та навчальної дисципліни. Стан цієї галузі права у СРСР та країнах соціалістичного табору він характеризував як відсталий, що, на його думку, було спричинене деформованим розвитком правових наук в умовах ідеологічного диктату та самоізоляції радянського блоку, відсутністю відповідної підготовки юристів. У 1991 році науковець писав, що процес формування порівняльного правознавства як окремої науки в Україні ще не закінчився.
Професор Мартиненко критикував розуміння порівняльного правознавства як методу дослідження у юридичних науках. Порівняльне правознавство він визначав як окрему науку, що вивчає зв'язки та взаємодію різних правових систем, принципи їх типологічної подібності, елементи схожості та відмінності, загального та національно-специфічного, їх внутрішні типологічні тенденції. Порівняльне вивчення, на думку вченого, є третім "виміром" осмислення права на рівні з історичним та теоретичним.

## Основні праці
- «К вопросу о применении некоторых философских категорий при изучении Конституции» (1965);
- «K normativno-pravnej povahe ustavnych noriem a ich forme» (1968);
- «Соціологія міжнародних відносин» (1969);
- «Федералізм і зовнішні зносини у конституційному праві США» (1970);
- «Міжнародне право» (1971, підручник, у співавторстві);
- «Cours de Droit international public» (1974, навчальний посібник);
- «Precis de Droit administratif francais» (1975, навчальний посібник);
- «Les extraits des textes constitutionnels relatifs aux Affaires Etrangeres (les modeles compares)» (1975);
- «Порівняльне конституційне право» (1987);
- «Міжнародне співробітництво держав у галузі прав людини» (1987);
- «Цілісність світу і порівняльне правознавство» (1990);
- «Еволюція сучасної буржуазної держави і права» (1991, у співавторстві);
- «Функції джерел права: внесок в теорію правової політики» (1992);
- «Юридична наука і освіта на Україні» (1992, у співавторстві);
- «Парламентаризм: світовий досвід та українські пошуки» (1996);
- «Constitutional Justice and Democracy by Referendum» (1996, у співавторстві);
- «Коментар до Конституції України» (1996, 1998, у співавторстві);
- «Конституція України і міжнародне право: система взаємодії» (2000).

## Громадська діяльність
- Голова громадської організації «Асоціація суддів Конституційного Суду України»
- Член Асоціації міжнародного права України (з 1992 року)
- Член Товариства конституційного права (з 1996 року)
- Член Міжнародної асоціації конституційного права (IACL, з 1999 року)
- Член Міжнародної асоціації суддів з питань права притулку (IARLJ, з 2000 року)
- Член Латиноамериканської кафедри конституційного права (Буенос-Айрес, з 2001 року)
- Член Національної комісії із зміцнення демократії та утвердження верховенства права (з 2005 року)
- Член Національної ради з питань державного управління та місцевого самоврядування (з 2006 року)
- Член Асоціації правників України (з 2006 року)
- Член Союзу юристів України

## Відзнаки
- Заслужений юрист України (1998).
- Кавалер орденів «За заслуги» ІІІ (1996), II ступенів (2001).

## Родина
Батько Мартиненко Федір Володимирович (1891–1985), мати Мартиненко (Заєць) Пелагія Павлівна (1912–1995) — селяни; дружина Алла Мустафіївна (1958); син Олександр (1961) — кандидат юридичних наук, старший партнер юридичної фірми «Сі-Ем-Ес Камерон Маккена» (м. Київ).

## Також дивіться
- Конституція України
- Конституційний Суд України
- Конституційне право
- Порівняльне правознавство
- Міжнародне публічне право